# Mecanismo de preços
Em economia, um mecanismo de preço é a maneira pela qual os preços de bens ou serviços afetam a oferta e demanda de bens e serviços, principalmente pela elasticidade-preço da demanda. Um mecanismo de preços afeta compradores e vendedores que negociam preços. Um mecanismo de preço, parte de um mecanismo de mercado, compreende várias maneiras de igualar compradores e vendedores. O mecanismo de preço é um mecanismo em que o preço desempenha um papel fundamental na orientação das atividades de produtores, consumidores e fornecedores de recursos. Um exemplo de mecanismo de preço usa os preços anunciados de compra e venda. De modo geral, quando duas partes desejam se envolver no comércio, o comprador anunciará um preço que ele está disposto a pagar (o preço da proposta) e o vendedor anunciará um preço que ele está disposto a aceitar (o preço de venda).
A principal vantagem de tal método é que as condições são estabelecidas antecipadamente e as transações podem prosseguir sem mais permissão ou autorização de qualquer participante. Quando qualquer par de lance e pergunta é compatível, ocorre uma transação, na maioria dos casos automaticamente. O mecanismo de preços é um mecanismo em que o preço desempenha um papel fundamental na orientação das atividades dos consumidores, produtores e fornecedores de recursos. 

## Funcionamento do mecanismo de preços
Sob um mecanismo de preços, se há um aumento na demanda, então os preços vão subir mais, causando um movimento ao longo da curva de oferta.
Por exemplo, a crise do petróleo da década de 1970 fez com que mais nações começassem a produzir seu próprio petróleo devido aos dramáticos aumentos nos preços do petróleo. Como mais nações começaram a produzir petróleo, a curva de oferta de curto prazo se deslocou mais para a direita, significando que havia mais oferta de petróleo.
Um mecanismo de preços afeta todas as situações econômicas a longo prazo. Outro exemplo dos efeitos de um mecanismo de preço a longo prazo envolve combustível para carros. Se o combustível ficar mais caro, a demanda por combustível não diminuirá rapidamente, mas as empresas começarão a produzir alternativas como o biodiesel e os carros elétricos. Um mecanismo de preços é um sistema através do qual a afetação de recursos e a distribuição de bens e serviços são efetuadas com base no preço de mercado relativo.

## Mercado de ações
Ao negociar em um mercado de ações, uma pessoa que tenha ações para vender pode não desejar vendê-las ao preço de mercado atual (cotação). Da mesma forma, uma pessoa que deseje comprar ações também não desejará pagar o preço de mercado atual. Alguma negociação é necessária para que uma transação ocorra.
A negociação geralmente vem na forma de ajustar os preços de compra e os preços de venda conforme o valor da ação sobe e desce. Por exemplo, se o compartilhamento valer US$ 10, um comprador poderá "oferecer" US$ 9,97 (3 centavos a menos) e um vendedor poderá solicitar US$ 10,02 (2 centavos a mais). Se o valor do estoque cair, um vendedor pode ser forçado a reduzir seu preço pedido. Por outro lado, se o valor da ação subir, o comprador pode ser forçado a aumentar seu preço de oferta.
Na maioria das vezes, os preços de compra e venda permanecem muito próximos do valor de mercado da ação, muitas vezes separados por apenas alguns centavos. A diferença entre o preço de compra e venda é chamada de spread.
Na negociação real, as partes envolvidas podem usar uma ordem de limite para especificar qual lance ou preço de venda ele deseja negociar. O comerciante especifica o número de ações e seu preço de compra / venda (dependendo se ele está comprando ou vendendo). Essas ordens podem ter limites de execução, como "até o final do dia" ou "tudo ou nada".

## Leilões
Um leilão é um mecanismo de preços em que os licitantes podem fazer ofertas concorrentes por um bom preço. O lance mínimo pode ou não ser definido pelo vendedor, que pode optar por pré-determinar um preço mínimo de cotação. O maior lance receberia a transação.

## Outras aplicações
Se os termos "pagar" e "vender" são entendidos de forma muito geral, então, uma ampla gama de aplicações e diferentes sistemas de mercado podem ser habilitados dessa maneira. O namoro online, por exemplo, pode ser baseado em ofertas para conversar por um período de tempo, aceito por aqueles que são compensados não em dinheiro, mas em créditos adicionais para continuar usando o sistema. Ou, um partido político poderia trocar o apoio por diferentes medidas em uma plataforma, talvez usando a votação de alocação para "oferecer" uma certa quantia de apoio a uma medida que um líder "pediu" para apoiar: se a medida tiver apoio suficiente no partido, o líder prosseguirá; um modelo muito explícito do chamado "capital político ".
Embora haja muitas preocupações sobre a liquidação de qualquer transação, mesmo em um sistema convencional de mercado, existem ideologias que sustentam que os riscos são superados pelos encontros eficientes. Na questão de gases de efeito de estufa, nota-se que o comércio de emissões, feito por empresas, que fazendo o "lance" argumentam que a atmosfera da Terra pode ser vista como afetado quase uniformemente por emissões em qualquer lugar na Terra. Eles argumentam ainda que, como resultado, quase não há efeitos locais, e apenas um efeito de mudança climática mensurável e amplamente aceita, de uma emissão de gases de efeito estufa, justificando uma abordagem de " limitar e negociar ". Um pouco mais controversa, a abordagem foi aplicada ainda antes das emissões de dióxido de enxofre nos Estados Unidos e teve bastante sucesso em reduzir a produção geral de poluição.
Na maioria das aplicações de tais métodos, no entanto, o resultado abrangente da transação não é tão facilmente medido ou universalmente aceito. Alguns teóricos afirmam que, com controles apropriados, um mecanismo de mercado pode substituir uma hierarquia, até mesmo uma hierarquia de comando , ordenando ações para as quais o lance mais alto é recebido.
Um exemplo infame é o mercado de assassinatos proposto por Timothy C. May , que efetivamente apostava na morte de alguém. Desde então, isso foi generalizado na ideia de mercado de previsão que o Pentágono propôs operar como parte da Total Information Awareness; no entanto, isso se mostrou controverso, pois teoricamente permitiria que os assassinos predissessem e se beneficiassem de suas previsões, o que eles fariam acontecer. Isso é um problema mesmo com os mercados de commodities e quaisquer outros mercados financeiros, onde as escolhas ou o destino de uma única pessoa podem ser influenciados, previstos ou decididos por alguém que já esteja no mercado.
Menos controversa, aplicações de compra e venda de correspondência incluem:
- Controle de processos industriais;
- Diversas aplicações em redes sociais (incluindo o namoro online);
- Cálculo de juros em sentenças judiciais, ou herdade de crédito;
- A determinação de qual dos vários bens em divórcio são mais valorizadas por cada parte, e, por conseguinte, quem deve receber o quê, para o máximo de amabilidade e o mínimo de venda de bens de capital além da interrupção do  estilo de vida.